# موميا أبو جمال
موميا أبو جمال (بالإنجليزية: Mumia Abu-Jamal)‏ ولد باسم ويسلي كوك في 24 ابريل 1954 في فيلادلفيا بولاية بنسلفانيا الأمريكية، صحفي ومناضل أمريكي أفريقي. حكم عليه بالإعدام سنة 1982 بعد اتهامه بقتل شرطي من شرطة مدينة فيلادلفيا يدعى «دانيل فوكنر» واعقب ذلك حراك دولي يطالب بإطلاق سراحه أو إعادة محاكمته. ويعتبر من ايقونات مناهضة عقوبة الإعدام في العالم.

## وصلات خارجية
- موميا أبو جمال على موقع IMDb (الإنجليزية)
- موميا أبو جمال على موقع الموسوعة البريطانية (الإنجليزية)
- موميا أبو جمال على موقع ألو سيني (الفرنسية)
- موميا أبو جمال على موقع ميوزك برينز (الإنجليزية)
- موميا أبو جمال على موقع إن إن دي بي (الإنجليزية)
- موميا أبو جمال على موقع أول ميوزيك (الإنجليزية)
- موميا أبو جمال على موقع ديسكوغز (الإنجليزية)
- موميا أبو جمال على موقع قاعدة بيانات الفيلم (الإنجليزية)
- موميا أبو جمال على موقع كينوبويسك (الروسية)

1. ↑  BlackPast.org (بالإنجليزية), QID:Q30049687
2. ↑   https://www.warresisters.org/wrl-peace-awards. {{استشهاد ويب}}: |url= بحاجة لعنوان (مساعدة) والوسيط |title= غير موجود أو فارغ (من ويكي بيانات) (مساعدة)